# 钱青
钱青（1932年9月8日—2020年5月17日），女。北京外国语大学英语学院教授，博士生导师。

## 生平
钱青出生于江苏南京，1953年本科毕业于东吴大学生物系 （现苏州大学）。1957年考入北京外国语学院副博士研究生，1958年取得副博士生学位毕业留校，在北京外国语学院 （现北京外国语大学前身）任讲师 （1958‒1985）。钱青于1981‒1984赴美，在芝加哥大学英语系攻读美国文学博士，于1984年夏取得博士学位并返国。1985年晋升教授及博士生导师。钱青历任《外国文学 （页面存档备份，存于）》编委、全国美国文学研究会 （页面存档备份，存于）副会长、国际大学英语教授联合会（IAUPE （页面存档备份，存于））会员，第八、第九届全国人大代表和第八届全国政协委员。
钱青于1985‒2002年任北京外国语学院英语系英美文学教研室（后改名为北京外国语大学英语学院英美文学研究中心）主任。在她的主持下，北外的英美文学专业开设了“十九世纪美国文学”、“美国小说”、“十九世纪英美小说对比”、“现代美国小说”、“当代美国小说”等多门课程。她主编的学术著作包括曾于1995年获得北京市第四届哲学社会科学优秀成果二等奖及高等院校优秀教材奖的《美国文学名著精选》（1994）、《英国19世纪文学史》（2005）等。英美文学研究中心在1990年代开展了许多国际合作，引进文学研究前沿。钱青于1988及 1993年被评为北京市先进工作者,于1993年被评为全国先进教师。
20世纪70年代末，钱青的《广播英语》影响了许多英语学习者。